# Cadlinella
Cadlinella is een geslacht van weekdieren uit de klasse van de Gastropoda (slakken).

## Soorten
- Cadlinella hirsuta Rudman, 1995
- Cadlinella ornatissima (Risbec, 1928)
- Cadlinella sagamiensis (Baba, 1937)
- Cadlinella subornatissima Baba, 1996